# Güterbahnhof Köln Gereon

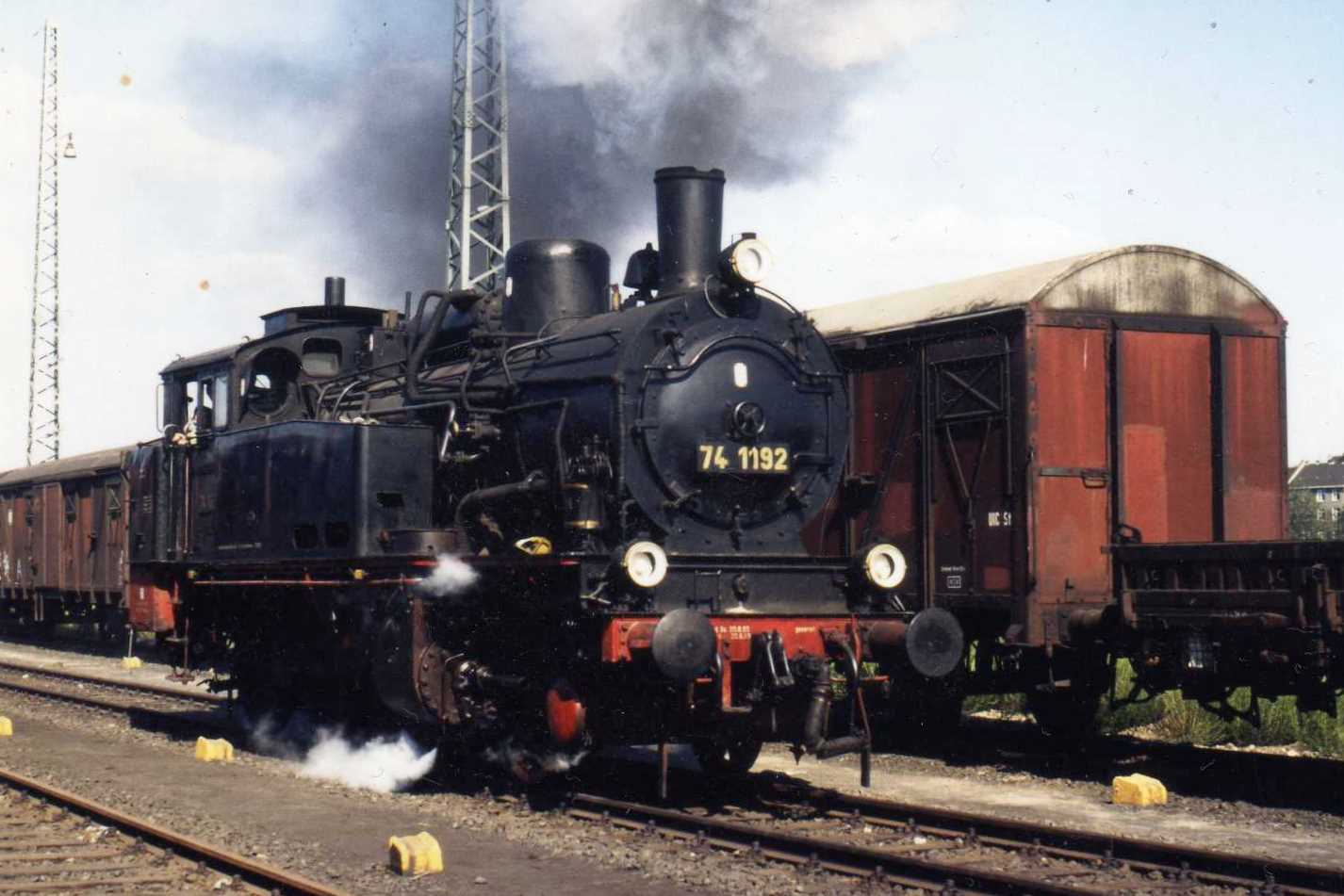
Typisch für den Stückgutverkehr und damit auch für den Güterbahnhof Gereon waren die braunen gedeckten Güterwagen, hier bei einem Bahnhofsfest im Mai 1990, nach welchem der Bahnhof endgültig außer Betrieb genommen wurde

Der Güterbahnhof Köln Gereon wurde 1859 erbaut als „Central-Güter-Bahnhof“ und bestand bis 1990 in zentrumsnaher Lage in Köln. Im 20. Jahrhundert gehörte er zu den fünf größten Kölner Güterbahnhöfen. Er war einer der größten Stückgut-Umschlagbahnhöfe von ganz Deutschland und behielt diese Stellung bis kurz vor der bundesweiten Einstellung des Stückgutverkehrs auf der Schiene. Seine ausgedehnten Flächen wurden in den 1990er Jahren unter dem Namen Mediapark neu entwickelt und bebaut.

## Geschichte

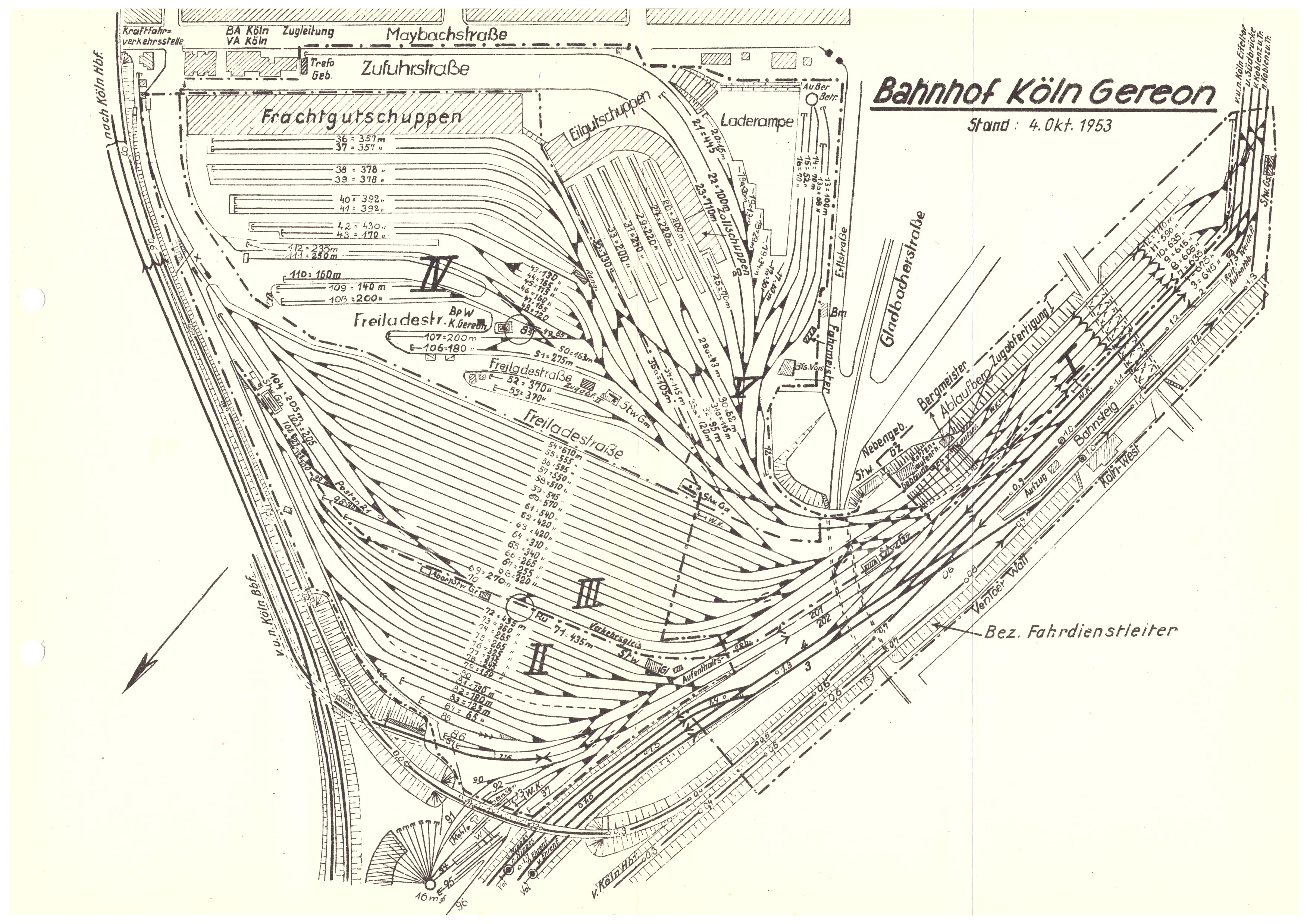
Lageplan (verzerrt) von 1953: Norden ist links unten, rechts erkennt man den Bahnhof Köln-West

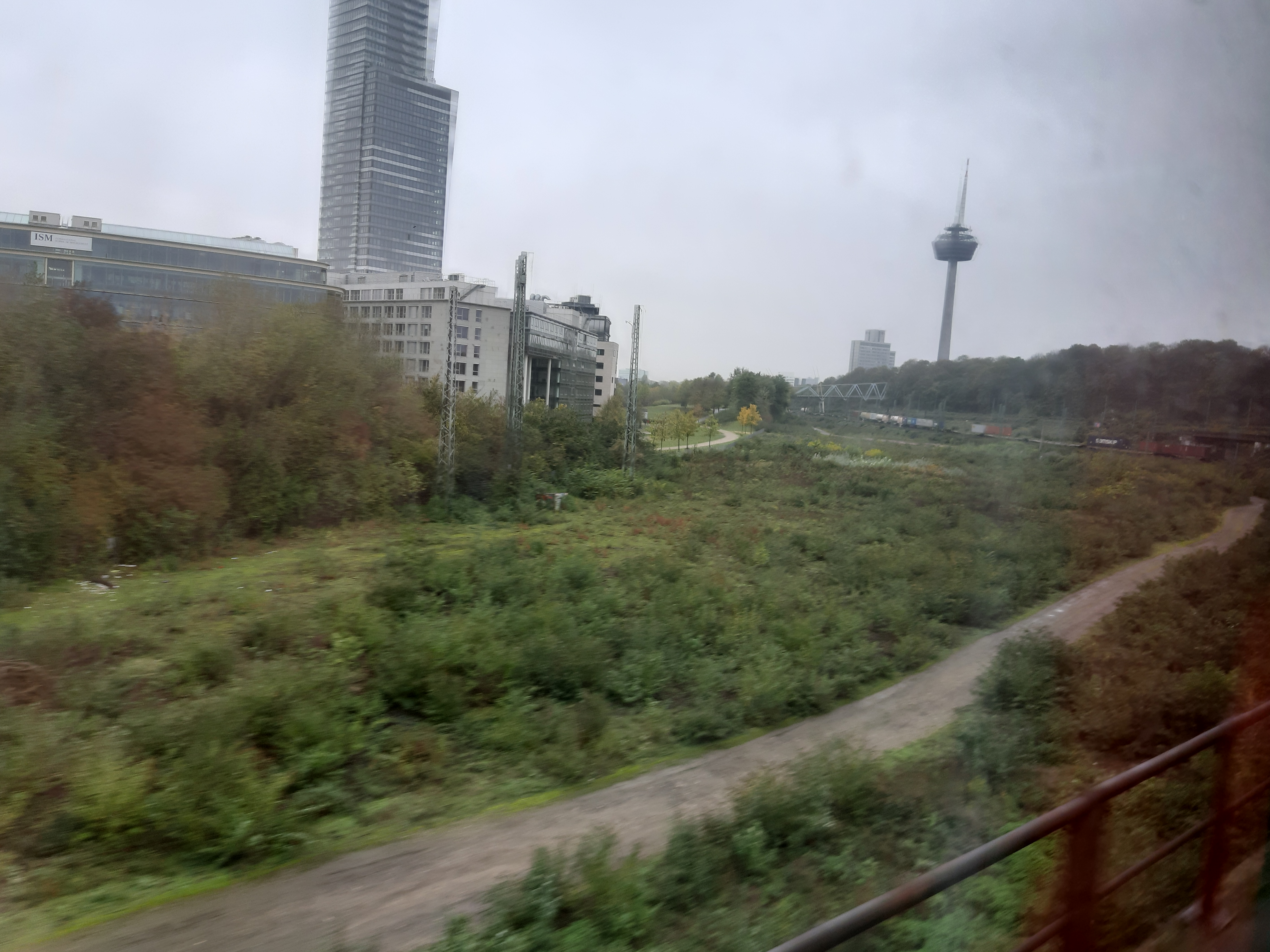
Blick von Norden auf die Flächen des Bahnhofs Gereon, auch die Häuerszeile des Mediaparks links gehörte dazu. Im Hintergrund Colonius und Herkulesberg sowie ein Containerzug auf der Güterkurve von Köln-West nach Ehrenfeld.

In den 1850er Jahren wurden die von Köln ausgehenden Bahnlinien systematisch miteinander vernetzt durch den Bau der Dombrücke (als Vorläufer der heutigen Hohenzollernbrücke), den neuen Centralbahnhof (später erweitert zum heutigen Hauptbahnhof) und eine anfangs ebenerdige Ringbahn rund um die Kölner Altstadt in Richtung Bonn. Angeschlossen an diese Ringbahn war ein neuer Central-Güterbahnhof nordwestlich des Gereonswalls auf dem Gereonsfeld, welches damals außerhalb der Stadt lag. Dieser neue Güterbahnhof wurde 1859/60 in Betrieb genommen.
Nachdem einige Jahre später der innere Festungsring Kölns aufgegeben worden war (heutiger Grüngürtel) und die Stadt Köln im Jahre 1881 diese zuvor militärisch genutzten Flächen erworben hatte, konnte man die Kölner Eisenbahnverhältnisse grundlegend neu ordnen. Eine intensive öffentliche Debatte um eine mögliche Verlegung des Hauptbahnhofs auf die Fläche des Güterbahnhofs endete mit dem Ergebnis, dass der Standort des Hauptbahnhofs beibehalten wurde. Damit war der Weg frei für eine großzügige Erweiterung des Central-Güterbahnhofs, welche ab 1888 durchgeführt wurde. Im Bogen („Kreissegment“) der Ringbahn zwischen dem Bahnhof Köln-West und dem heutigen S-Bahn-Haltepunkt Hansaring entstanden mehrere große Lager- und Umladehallen sowie Ladestraßen. Westlich davon entstand ein Bahnbetriebswerk mit mehreren Drehscheiben, Wasserturm, Bekohlungseinrichtungen und Anderem.
Während Köln im Personenfernverkehr hauptsächlich in Nord-Süd-Richtung bedient wird und sich aus der Lage des Hauptbahnhofs direkt am Rhein ergibt, dass die meisten Fernzüge in Köln die Rheinseite wechseln, kann der Großteil des Güterfernverkehrs Köln passieren, ohne die Rheinseite wechseln zu müssen. Dies führte dazu, dass sich auf beiden Rheinseiten jeweils im Norden und Süden der Stadt insgesamt vier große Rangierbahnhöfe entwickelt hatten, auf denen die Nord-Süd-Verkehre mit denen in Ost-West-Richtung verknüpft wurden: im Nordwesten Köln-Nippes, im Südwesten Köln-Eifeltor, im Nordosten Köln-Kalk Nord und im Südosten Gremberg. All diese Bahnhöfe dienten, ihrer Eigenschaft als Rangierbahnhof entsprechend, von ihrer Entstehung bis in die 1960er Jahre hauptsächlich dem Einzelwagenverkehr, also dem Umsortieren einzelner Güterwagen oder kleinerer Wagengruppen von Zubringer- in Abbringer-Güterzüge. Völlig anders lagen die Verhältnisse in Köln Gereon. Ähnlich wie z. B. bei Frankfurt (Main) Hauptgüterbahnhof war der Hauptzweck des Bahnhofs Gereon die Versorgung der örtlichen Kleinbetriebe mit Einzelwagen sowie Empfang, Versand und Umladen von Stückgut – also Gütern wie z. B. einzelnen Fässern, Kisten oder später auch Paletten, die nur einen Teil eines Wagens füllten. Gerade für den Empfang und Versand solcher Güter war eine zentrumsnahe Lage bis in die 1970er Jahre von großem Vorteil.
Mit dem zunehmenden Lkw-Verkehr verlagerte sich gerade der Transport kleinerer Güter wie z. B. Stückgut von der Schiene auf die Straße. Hierdurch wurden die Versender und Empfänger unabhängig von der Nähe eines Güterbahnhofs und konnten sich auf preiswerteren Flächen neuer zentrumsferner Gewerbegebiete ansiedeln, was wiederum die Nachfrage nach Stückgut-Transporten auf der Schiene weiter sinken ließ, bis die Deutsche Bahn (DB) in den 1990er Jahren den Stückgutverkehr ganz aufgab.
Da sich diese Entwicklung schon in den 1980er Jahren klar abzeichnete, kamen die DB und die Stadt Köln überein, den Güterbahnhof Gereon stillzulegen. 1987 wurde er fahrplanmäßig außer Betrieb genommen, es verkehrten allerdings noch einzelne Sonder- und Bauzüge. Am 26./27. Mai 1990 wurde auf den letzten verbliebenen Gleisen ein Bahnhofsfest gefeiert, danach wurde der Bahnhof gänzlich stillgelegt und abgebaut. Auf seinen ausgedehnten Flächen von circa 200.000 m² in heute bester citynaher Lage entstand in den 1990er Jahren ein neuer Stadtteil – der sogenannte Mediapark.

## Anbindung und Betriebswerk
Beim Bau des neuen Güterbahnhofs wurden auch Einrichtungen zur Versorgung der Lokomotiven errichtet. Ein Lageplan aus der Anfangszeit, als die Straße Gladbacher Wall noch von ihrem heutigen Südwest-Ende weiterführte bis zur Eisenbahnbrücke über die Gladbacher und die Subbelrather Straße, zeigt zwei unmittelbar benachbarte Doppeldrehscheiben im Bereich der heutigen Personenzug-Abstell- und Wartungsanlagen. Die westliche Doppeldrehscheibe verfügt über einen Ringlokschuppen für insgesamt 47 Lokomotiven (29+18 Stände) und ist lediglich vom Hauptbahnhof her anfahrbar. Die östliche Doppeldrehscheibe liegt eine Ebene tiefer an einem 30-ständigem (16+14) Ringlokschuppen und ist nur vom Güterbahnhof Gereon aus anzufahren, diese Zufahrt unterquert die linke Rheinstrecke und einige daneben liegende Abstellgleise. Wegen des Höhenunterschieds gab es keine direkte Gleisverbindung zwischen den beiden Doppeldrehscheiben. Östlich an ihnen vorbei führten zwei Streckengleise aus dem Bahnhof Köln Gereon heraus, also in der unteren Ebene, und näherten sich nördlich der Drehscheiben in einer Linkskurve an die Personenzugstrecken vom Hauptbahnhof in Richtung Ehrenfeld und Nippes an. Dadurch war es zur Anfangszeit möglich, von Gereon aus direkt sowohl nach Süden als auch nach Aachen, Mönchengladbach und Neuss zu fahren. Die Lokbehandlungsanlagen wurden ab den 1910er Jahren als eigenständige Dienststelle Bw Köln Gereon geführt (Bw = Bahnbetriebswerk).
Bis zum Ersten Weltkrieg wurden die Bahnanlagen in Köln erheblich umgebaut und erweitert, hierbei wurde unter vielen anderen auch 1911 die bekannte Idiotenbrücke angelegt. Luftbilder aus den 1930er Jahren zeigen den auf die heutige Länge zurückgebauten Gladbacher Wall, die auf seine Kosten erheblich vergrößerten Flächen des heutigen Betriebswerks Köln, welche vorrangig dem Personenverkehr dienten, sowie einen neuen Standort der Drehscheibe des Güterbahnhofs Gereon. Diese (nun einfache) Drehscheibe und ihr nurmehr circa 15-ständiger Ringlokschuppen befanden sich im Dreieck zwischen den Streckengleisen Ehrenfeld–Westbahnhof, Ehrenfeld–Hauptbahnhof und den Gütergleisen von Gereon. Die Verbindungsgleise zwischen Drehscheibe und Gereon wurden im Bereich der Bekohlungsanlage von einer Brücke überquert. Diese trug das Streckengleis Westbahnhof–Hauptbahnhof, welches noch heute in dieser Lage verläuft.
 Ebenfalls schon in den 1930er Jahren existierte das sogenannte Schlundgleis. Es verbindet auch heute noch die Gütergleise im Osten des Westbahnhofs mit dem Betriebsbahnhof/Hauptbahnhof und unterquert dabei das Hauptgleis Westbahnhof–Hauptbahnhof. Im Bereich des Betriebsbahnhofs verläuft die Rampe wegen der Enge in einem langgestreckten Schlund aus senkrechten Betonwänden, im Bereich Gereon gab es spätestens seit den 1970er Jahren unmittelbar neben dem Unterführungstunnel einen kleinen Bahnsteig, der für Personalfahrten sowie bei öffentlichen Bahnhofsfesten genutzt wurde, insbesondere für die Rundfahrten um den Kölner Dom. Im Gleisplan von 1953 ist er noch nicht eingezeichnet. Die direkte Ausfahrmöglichkeit von Gereon in Richtung Nordwesten fiel der Vergrößerung des Betriebsbahnhofs zum Opfer, seitdem war Gereon im Wesentlichen ein Kopfbahnhof. Lediglich über das Schlundgleis konnte man in Richtung Hbf fahren, jedoch nur vom Einfahrbereich Gereons aus, nicht aber aus seinen eigentlichen Gütergleisen.
Um 1940 wurde das Bw Köln Gereon als eigenständige Dienststelle geschlossen und dem benachbarten Bw Köln Bbf angegliedert. Fotos aus den 1950er Jahren zeigen jedoch die unveränderte Lage der Drehscheibe (lediglich der Lokschuppen fehlt, offenbar in Folge des Krieges) und deren Nutzung durch Dampflokomotiven bis zur Elektrifizierung der Rheinstrecke 1959.

## Relikte
Einige wenige Reste der langgestreckten Güterschuppen sind als Ruinenfragmente im See des Mediaparks erhalten. Komplett erhalten sind nur zwei Gebäude des Güterbahnhofs Gereon: ein Stellwerk aus den 1920er Jahren sowie das Verwaltungsgebäude aus den 1890er Jahren in der Maybachstraße 111, welches nach der Bahnhofsstilllegung lange Jahre als Kölner Filmhaus genutzt wurde.